# Brachet allemand
Pour les articles homonymes, voir Brachet (chien).
Le brachet allemand (Deutsche Bracke en allemand) est une race de chien originaire d'Allemagne. Le brachet allemand est un chien courant de petite taille, à la robe tricolore. C'est un chien de chasse et un chien de recherche au sang.

## Historique
De nombreuses variétés de brachets existaient historiquement en Allemagne, mais au XIXe siècle, il ne restait que le brachet de Westphalie et le brachet tricolore du Sauerland. Ces brachets ont été croisés avec des chiens courants locaux pour créer un type homogène en 1900, le brachet allemand. Assez répandu en Allemagne, le brachet allemand est une race rare en dehors de son pays d'origine.

## Standard

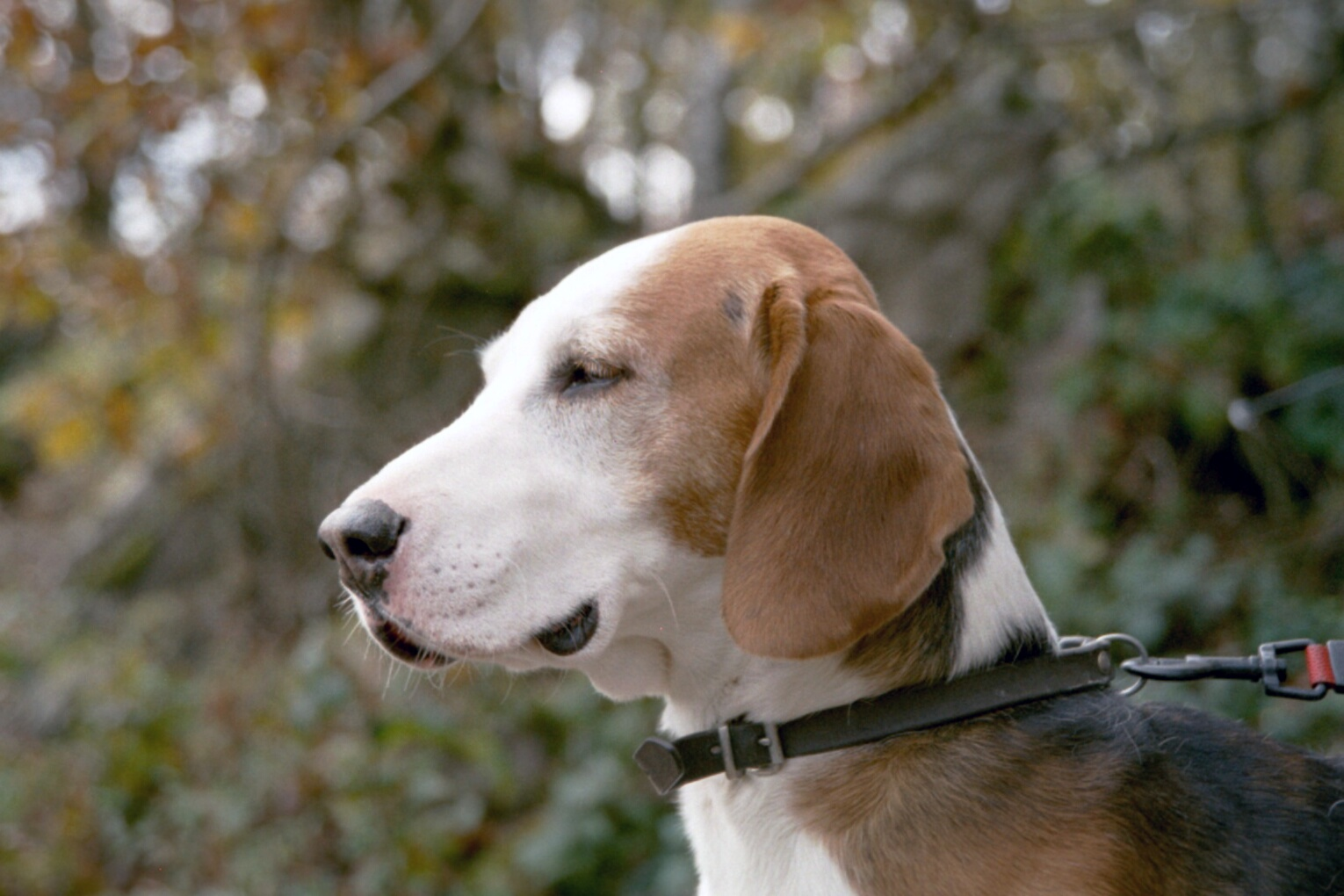
Portrait d'un brachet allemand.

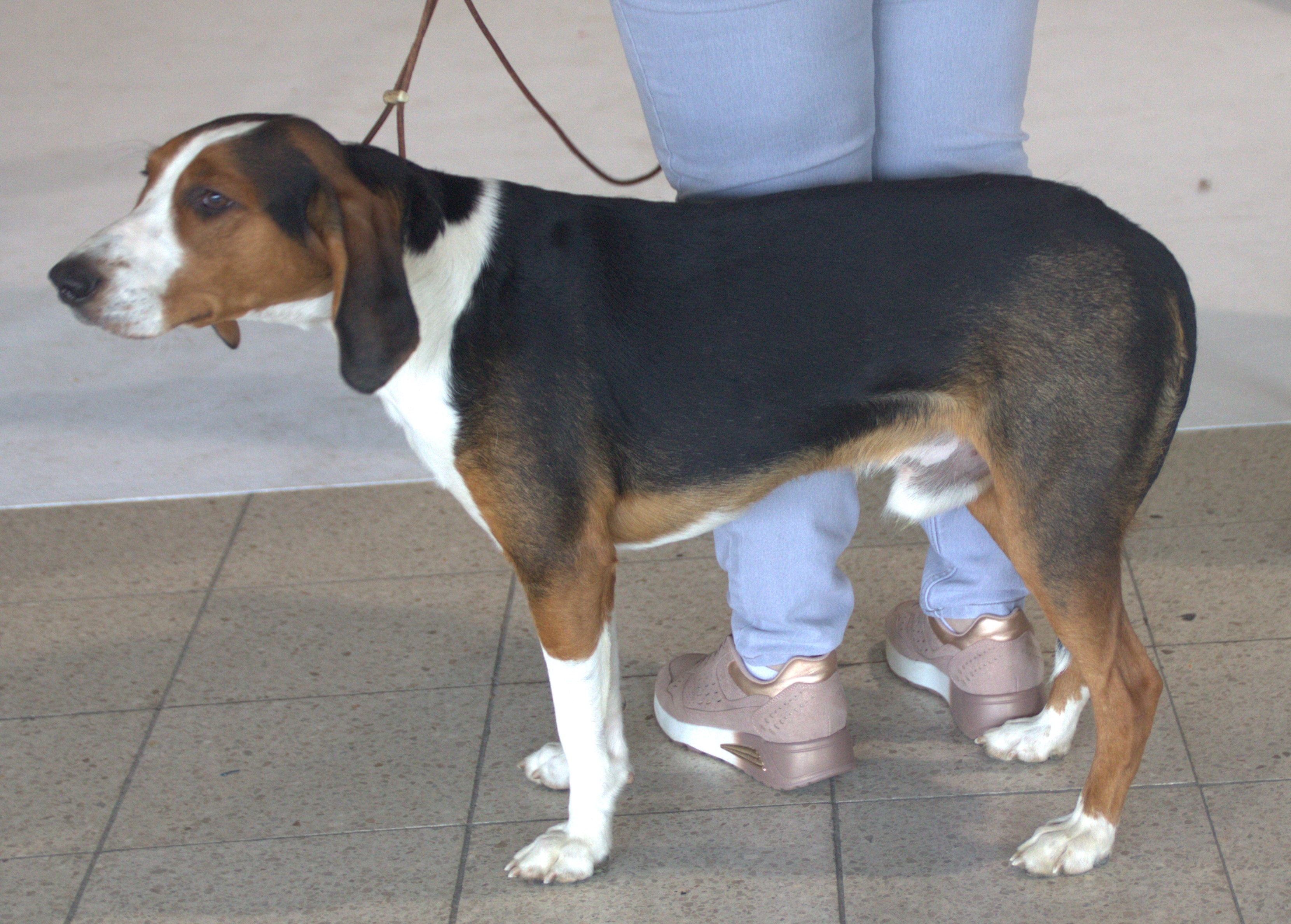
Un brachet allemand.

Le brachet allemand est un chien courant de petite taille, d’aspect léger, haut et élégant, tout en combinant une construction solide. En guise de protection contre les blessures causées par les troncs et les branches, la queue est bien fournie de poil long et touffu, qui forme une brosse, ce qui lui donne un aspect assez gros et épais en comparaison du corps. Elle est portée tombante ou doucement incurvée vers le haut. La tête relativement légère apparaît étroite et allongée vue de face. Le crâne est un peu plus large que les joues, il est un peu bombé, avec une protubérance occipitale peu marquée. Les yeux sont foncés, limpides et lui confèrent une expression gentille. Les oreilles sont longues (environ 14 cm) et larges (environ 9 cm). Elles tombent bien accolées à la tête et forment un arrondi à l’extrémité. 
Pour un chien à poil court, le poil est considéré comme plutôt long. Il est décrit comme très dense, dur. Le ventre est bien pourvu d’un poil dense et les cuisses sont dotées d'une bonne culotte. La couleur de la robe est tricolore, elle va du rouge jusqu’au fauve, avec une selle ou un manteau noir et des marques blanches formant une liste continue, un museau blanc avec collier complet de préférence, un poitrail blanc, des marques sur les membres et à l’extrémité de la queue.

## Caractère
Le standard FCI ne décrit pas de caractère ou de tempérament typiques de la race. À la maison, c'est un chien doux et amical.

## Utilité
Le brachet allemand est un chien courant polyvalent, utilisé en montagne comme chien de recherche au sang sur le blaireau.